# Ateuchus gershensoni
Ateuchus gershensoni är en skalbaggsart som beskrevs av Kohlmann 2000. Ateuchus gershensoni ingår i släktet Ateuchus och familjen bladhorningar. Inga underarter finns listade.